# کاسیانو دیاس موریرا
کاسیانو دیاس موریرا(به انگلیسی: Cassiano Dias Moreira؛ زاده ۱۶ ژوئن ۱۹۸۹) که با نام کاسیانو شناخته می‌شود؛ بازیکن فوتبال اهل برزیل است که در پست مهاجم برای باشگاه اشتوریل پرایا در لیگ برتر پرتغال بازی می‌کند.

## افتخارات
اسپورتیوو
- کمپیوناتو گاوشو سری آ-۲ (۱): ۲۰۱۲

اینترناسیونال
- کمپیوناتو گاوشو (۱): ۲۰۱۳

فورتالزا
- کمپیوناتو سئارنسه (۱): ۲۰۱۵

گویاس
- کمپیوناتو گوییانو (۱): ۲۰۱۶

ویزلا
- لیگا پرتغال ۲ نایب‌قهرمانی (۱): ۲۱–۲۰۲۰